# Scolymus
Scolymus là một chi thực vật có hoa trong họ Cúc (Asteraceae).

## Loài
Chi Scolymus gồm các loài: